# Sreteška Gora
Sreteška Gora (en serbe cyrillique : Сретешка Гора) est un village du centre du Monténégro, dans la municipalité de Kolašin.

## Démographie

### Évolution historique de la population
| 1948 | 1953 | 1961 | 1971 | 1981 | 1991 | 2003 |
| ---- | ---- | ---- | ---- | ---- | ---- | ---- |
| 122  | 138  | 147  | 128  | 81   | 40   | 18   |